# Puente de San Andrés
Puente de San Andrés är en ort i Mexiko.   Den ligger i kommunen Tacámbaro och delstaten Michoacán de Ocampo, i den södra delen av landet, 240 km väster om huvudstaden Mexico City. Puente de San Andrés ligger 2 423 meter över havet och antalet invånare är 313.
Terrängen runt Puente de San Andrés är lite bergig, och sluttar söderut. Runt Puente de San Andrés är det ganska tätbefolkat, med 60 invånare per kvadratkilometer. Närmaste större samhälle är Tacámbaro de Codallos, 15,2 km söder om Puente de San Andrés. I omgivningarna runt Puente de San Andrés växer huvudsakligen savannskog.